# Газета (сериал)
«Газета» (англ. The Paper) — будущий американский псевдодокументальный ситком, спин-офф «Офиса» с Доналом Глисоном и Сабриной Импаччиаторе в главных ролях. Его съёмки начались в июне 2024 года, премьера состоится в онлайн-кинотеатре Peacock 4 сентября 2025 года.

## Сюжет
Команда документалистов, в своё время снимавшая работу офиса «Дандер Мифлин» в Пенсильвании, отправляется на Средний Запад. Её героями становятся сотрудники редакции непопулярной газеты, которые пытаются найти выход из кризиса.

## В ролях
- Донал Глисон
- Сабрина Импаччиаторе
- Мелвин Грегг
- Челси Фрай
- Рамона Янг
- Гбемисола Икумело
- Алекс Эдельман
- Тим Ки
- Эрик Рэхилл

## Создание
В январе 2024 года стало известно, что Грег Дэниелс, автор американского комедийного сериала «Офис», начинает разработку продолжения этого шоу, причём действие будет разворачиваться в новом офисе с новыми персонажами. В марте 2024 года было объявлено, что Майкл Коман стал вторым шоураннером. В апреле главные роли в сериале получили юмористка Фелисити Уорд (она сыграет главного редактора газеты), Донал Глисон и Сабрина Импаччиаторе.
Съёмки сериала начались в Австралии 1 июня 2024 года. Вскоре после этого стало известно название проекта (возможно, рабочее) — «Газета». Шоу снимают для онлайн-кинотеатра Peacock. Релиз первого сезона начнётся 4 сентября 2025 года.